# Râul Urdărița
Râul Urdărița sau Râul Valea Urdei este un curs de apă, afluent al râului Cheia. 